# Noorderhaven
Noorderhaven est un hameau de la commune néerlandaise du Helder, dans la province de la Hollande-Septentrionale.